# Derolus asiricus
Derolus asiricus är en skalbaggsart som beskrevs av Holzschuh 1993. Derolus asiricus ingår i släktet Derolus och familjen långhorningar. Inga underarter finns listade i Catalogue of Life.